# Оток Живота
Оток Живота је ненасељено острвце хрватском делу Јадранског мора. Катастарски припада општини Стон.
Налази се у заштићеном Малостонском заливу преко пута Ходиља са једне и залива Бистрина са друге стране. Окружују га узгајалишта шкољки: дагњи и каменица. Оток живота има озидану обалу и 11 зграда, али је ненасељен.
Његова површина износи 0,011 км²., а дужина обале iznosi 0,39 км.

## Споољашње везе
- Слика Отока Живота